# Acanthagrion fluviatile
Acanthagrion fluviatile là một loài chuồn chuồn kim trong họ Coenagrionidae.
Acanthagrion fluviatile được De Marmels miêu tả khoa học năm 1984.